# Kostel svaté Kateřiny Alexandrijské (Volary)
Římskokatolický kostel svaté Kateřiny Alexandrijské je farní kostel ve Volarech, který postavil stavitel Jan Canevalle v barokním slohu nedaleko náměstí na základech v roce 1688 zbořené starší gotické stavby, o níž jsou první zmínky z roku 1496. Svěcení kostela se uskutečnilo 8. října 1690. Chrám je chráněn jako kulturní památka České republiky. 

## Historie
V roce 1373 je v prachatické Pamětní knize zmiňován Johann, plebán z Volar (Anno Domini millesimo CCCLXXIII editus est liberiste per dominum Johannem plebanum de Wallern, český překlad: Léta Páně 1373 byla založena tato kniha panem Johannem, plebánem z Volar).  Fara ve Volarech je poprvé zmiňována v roce 1375.  Farní kostel byl tehdy pravděpodobně dřevěný.
Koncem 15. století již přestal vyhovovat a byl nahrazen novým kostelem. To dokládá listina ze 3. ledna 1496, ve které budějovický měšťan pocházející z Volar Václav Migl (jinde psáno jako Wenzel Ming) odkázal na stavbu kostela 10 kop grošů.  Kostel byl kamenný, zaklenutý křížovou klenbou a šindelovou střechou. Na věži visely tři zvony, hodiny a byla zde světnice věžného. V kostele byly tři oltáře zasvěcené svaté Kateřině, svatému Leonardovi a svatému Bartoloměji. 

Dochované fragmenty původního gotického kostela
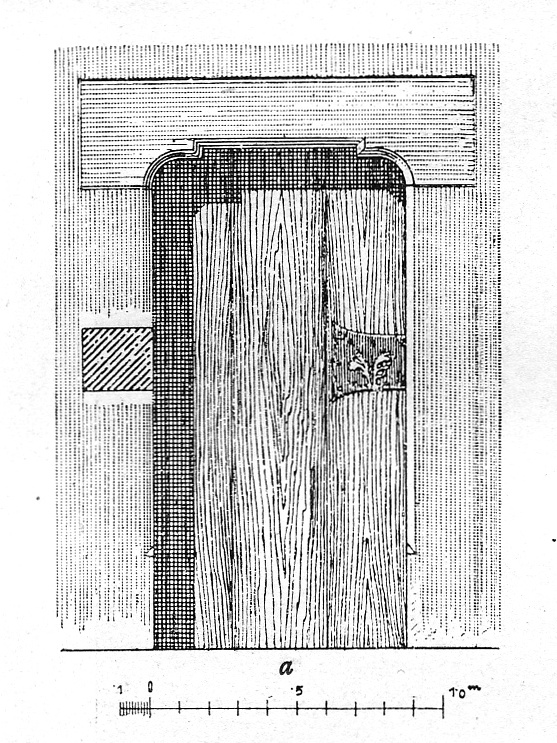
Gotický portál vstupu do věže.
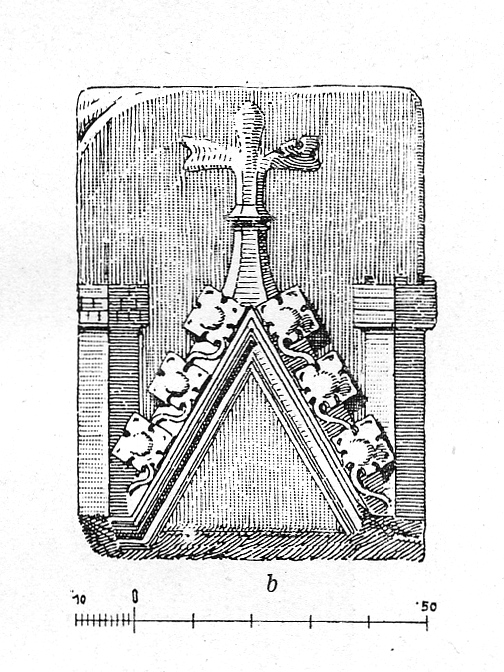
Fragment gotického sanktuáře.

Během třicetileté války kostel utrpěl. V roce 1627 poskytl luteránský primátor a výběrčí mýta Ruprecht Stögbauer prostředky na opravu kostela. V roce 1649 byl postaven nový oltář, který zhotovil truhlář z Haslachu. V roce 1650 byl instalován oltářní obraz svaté Kateřiny od pasovského malíře Alexandra Neumanna. V roce 1666 byl zavěšen čtvrtý zvon. Vysvěcení zvonu provedl opat kláštera ve Zlaté Koruně, Bernard Pechmann.  V roce 1669 postavil varhany Hans Jakob Remb z Lince.  Okolo kostela se rozkládal hřbitov, který byl obehnán kamennou zdí. 
V 17. století přestal kostel vyhovovat požadavkům farnosti. V roce 1688 byl zbořen. Z původního kostela se dochovalo spodní patro věže s kamenným ostěním dveří a kamenný vršek sanktuáře, který je dnes zazděn v levé části západního průčelí současného kostela.  Základní kámen nového kostela byl položen 29. srpna 1689. Kostel měl být o 5 sáhů delší a o 2 sáhy širší, než kostel starší. Stavitelem byl Jan Canevalle (Jan Jakub Antonín Canevalle 1664? –1731).  Vysvěcení nového kostela proběhlo dne 8. října 1690.  Oltář byl dílem českokrumlovského truhláře Jiřího Leyrera. Sochy svatých na oltáři (sv. Petra a Pavla, Šebestiána a Rocha, Barbory a Apollonie, Floriána a Medarda) vytvořil českobudějovický sochař a řezbář Josef Pobel. Oltářní obraz svaté Kateřiny s patnácti anděly byl dílem malíře Karla Wolgemutha z Českého Krumlova.
V letech 1715 blesk zapálil kostel a jeho část shořela. V roce 1717 znovu blesk způsobil požár, který poškodil věž. V roce 1724 byla kvůli lepší slyšitelnosti zvonů zvýšena věž o necelých sedm metrů (11 a 1/4 lokte). Dne 18. června 1754 kostel znovu vyhořel, byl však v roce 1756 obnoven a zvětšen. Ve Vídni byly zakoupeny dva nové oltářní obrazy. Dále byly na hlavní oltář umístěny sochy Víra, Naděje a Láska, jejichž autorem byl českokrumlovský sochař Jan Antonín Zinner (1708–1763). Po stranách oltáře stály sochy sv. Petra a Pavla, nahoře socha Ducha svatého.
V roce 1818 nechal farář Riegler přistavit k lodi kostela na jižní straně Tussetskou (Stožeckou) kapli stejného tvaru jako presbytář, avšak o něco menší (délka 6 metrů, šířka přes 5 metrů); název pochází z německého názvu nedaleké obce Stožec (Tusset), neboť do této kaple Volarští přenesli zázračný mariánský obraz z lesní kaple Panny Marie pod Stožeckou skálou. Tato kaple totiž podle lesního smíru mezi knížetem Josefem ze Schwarzenbergu a městem Volary připadla do schwarzenberského panství. 
Během velkého požáru města dne 22. července 1863 byl kostel znovu vážně poškozen. Boční oltáře po požáru daroval kostelu klášter v Schläglu.
V roce 1903 byla zdejší farnost povýšena na děkanství. V roce 1963 byl kostel zařazen mezi kulturní památky. V roce 1973 byl původní hodinový stroj věžních hodin z roku 1874 nahrazen novým s elektrickým zvoněním. Původní hodinový stroj je v expozici Volarského muzea. V roce 1994 byly ke stávajícímu zvonu pořízeny další tři. Velká oprava kostela, včetně kompletního rozebrání, vyčištění a znovusestavení schodiště v západním průčelí, byla provedena v roce 2000. V září 2006 byla věž poprvé mimořádně zpřístupněna veřejnosti.

## Popis

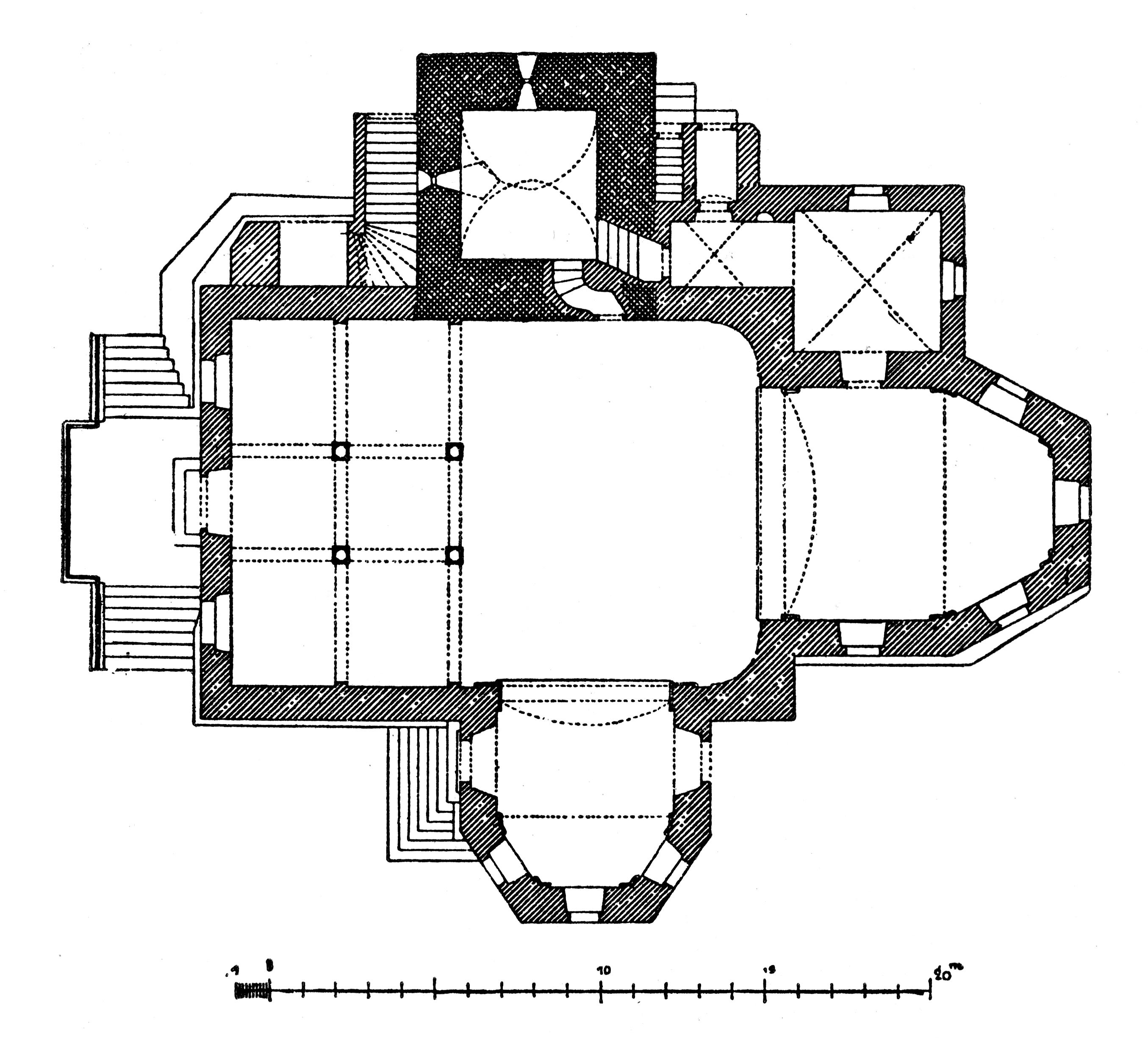
Půdorys kostela. Zobrazuje stav před rokem 1913 a je zde patrný vstup do Tussetské kaple se schodištěm, který byl později zazděn.

Kostel je jednolodní ve tvaru obdélníka o rozměrech 16 × 11 metrů se zaoblenými rohy u kněžiště. V západní části lodi je hudební kruchta, která je 6,95 m hluboká a je podpírána čtyřmi sloupy. Zdola je omítnuta na rákosový strop. Na ní jsou umístěny varhany.
K lodi přiléhá trojboce uzavřený presbytář o délce necelých 9 metrů a šířce téměř 7 metrů. Sakristie je přistavěna k presbytáři na jeho severní straně a je zaklenuta křížovou klenbou.

### Exteriér kostela
Kostel je hladce omítnut, bez ozdob. Střecha je pokryta plechem. Střechy věže i sanktusníku mají cibulovitou báň a jsou rovněž pokryty plechem. 

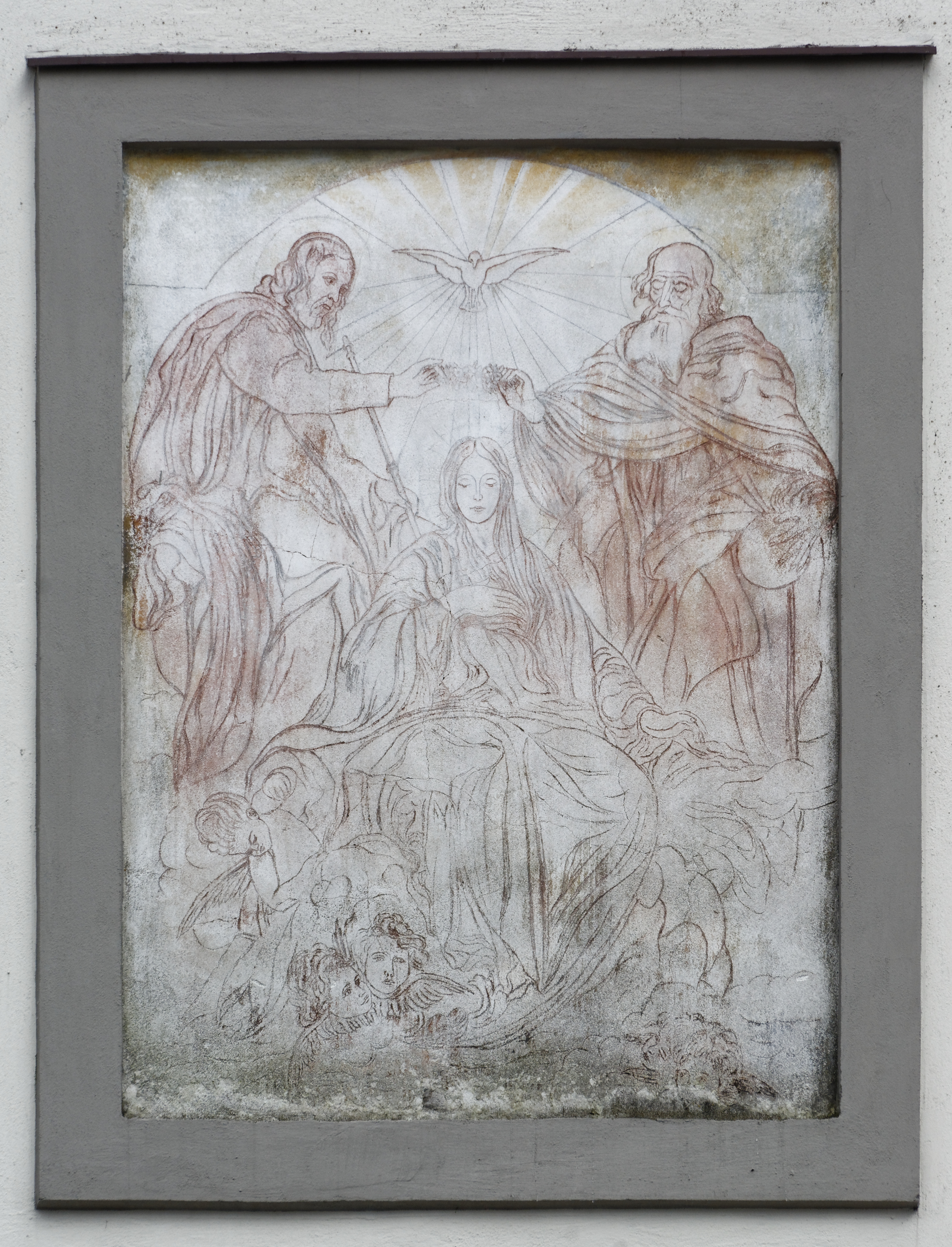
Josef Hošna: Korunování Panny Marie, freska z roku 2000.

Na západním průčelí nad vchod do kostela byl v roce 2000 umístěn latinský nápis "Venite adoremus" (překlad: Pojďte se poklonit či Pojďte uctívat). Na štítu západního průčelí byl umístěn nápis "Ren. L. P. 2000" (Renovace Léta Páně 2000). Pod tímto nápisem byla rovněž v roce 2000 zhotovena akademickým malířem Josefem Hošnou z Prahy freska Korunování Panny Marie.
Na levé straně západního průčelí je zazděn fragment gotického sanktuáře.
Na jižní stěně boční (Tussetské) kaple byly při opravě omítky v roce 2000 objeveny pozůstatky slunečních hodin. Tyto byly obnoveny.
V západní stěně Tussetské kaple býval boční vchod, který je zazděný a schodiště, které je patrné na půdorysu kostela z roku 1913. Později bylo rozebráno.
Ve východní stěně kaple býval rovněž boční vchod, který byl do roku 1976 občas používaný. Uvnitř kaple bylo v 60. letech instalováno dřevěné zádveří, původně z chátrajícího kostela v Č. Žlebech. Po roce 1976, kdy byly ve výklenku uvnitř dřevěného zádveří instalovány jesličky, byl vchod uzavřen a venkovní dveře zůstaly až do roku 2012. Po roce 2012 byly dveře odstraněny a vchod zazděn.
Na severní stěně lodi, pod schody na kruchtu, je výklenek, ve kterém je na plechu namalovaný obraz Krista s andělem v Getsemanech.

### Vybavení interiéru

#### Hlavní oltář
Na hlavním oltáři jsou v současnosti sochy: Nalevo od oltářního obrazu sv. Pavel a sv. Osvald. Napravo od obrazu sv. Petr a sv. Vendelín. V horní části oltáře sousoší Nejsvětější Trojice s šesticí okřídlených hlaviček andělíčků okolo holubice Ducha svatého a dvojicí sedících andělů po každé straně. Na úplném vrcholu oltáře je uprostřed u stropu dvojice okřídlených hlaviček andělíčků a po stranách dva sedící andělíčci. Na menze oltáře je svatostánek se sochami dvou klečících andělů po každé straně.
Kromě oltářního obrazu, zachycujícího legendu o přenesení těla sv. Kateřiny anděly, je 10 vyměnitelných obrazů, které o slavnostech a svátcích liturgického roku tento zakrývají. Jsou to: Narození Páně, Uvedení Páně do chrámu, Zvěstování Páně, Poslední večeře Páně, Ukřižování Páně, Snímání z kříže (Pieta), Zmrtvýchvstání Páně, Nanebevstoupení Páně, Seslání Ducha svatého. Nanebevzetí Panny Marie. Tyto vyměnitelné obrazy namalovali volarští malíři (např. Karl Rauscher) převážně v meziválečných letech. Obraz ukřižovaného Krista namalovala v roce 1955 volarská akademická malířka Felicitas Stubnerová.

#### Boční oltáře
Boční oltáře, spolu s oltářem v Tussetské kapli, byly darovány po požáru v roce 1863 klášterem v rakouském Schläglu.
Levý boční oltář nese obraz sv. Rodiny Ježíše, Marie a Josefa. Nahoře obraz Ježíše. Pod ním uprostřed okřídlená hlavička andělíčka a dva sedící andílkové po stranách. Na menze oltáře je socha sv. Šebestiána, původně z poutního kostela sv. Magdaleny (u Zbytin). Po obou stranách oltáře na zdi visící sošky andělíčků.
Pravý oltář má obraz sv. Anny s malou Pannou Marií, v pozadí sv. Jáchym. Nahoře obraz Panny Marie. Pod ním uprostřed okřídlená hlavička andělíčka a dva sedící andílkové po stranách. Na menze oltáře je socha Pražského Jezulátka, původně z kostela v Křišťanově. Po obou stranách oltáře na zdi visící sošky andělíčků. Poblíž pravého oltáře je na zdi socha sv. Floriána.

#### Tussetská kaple

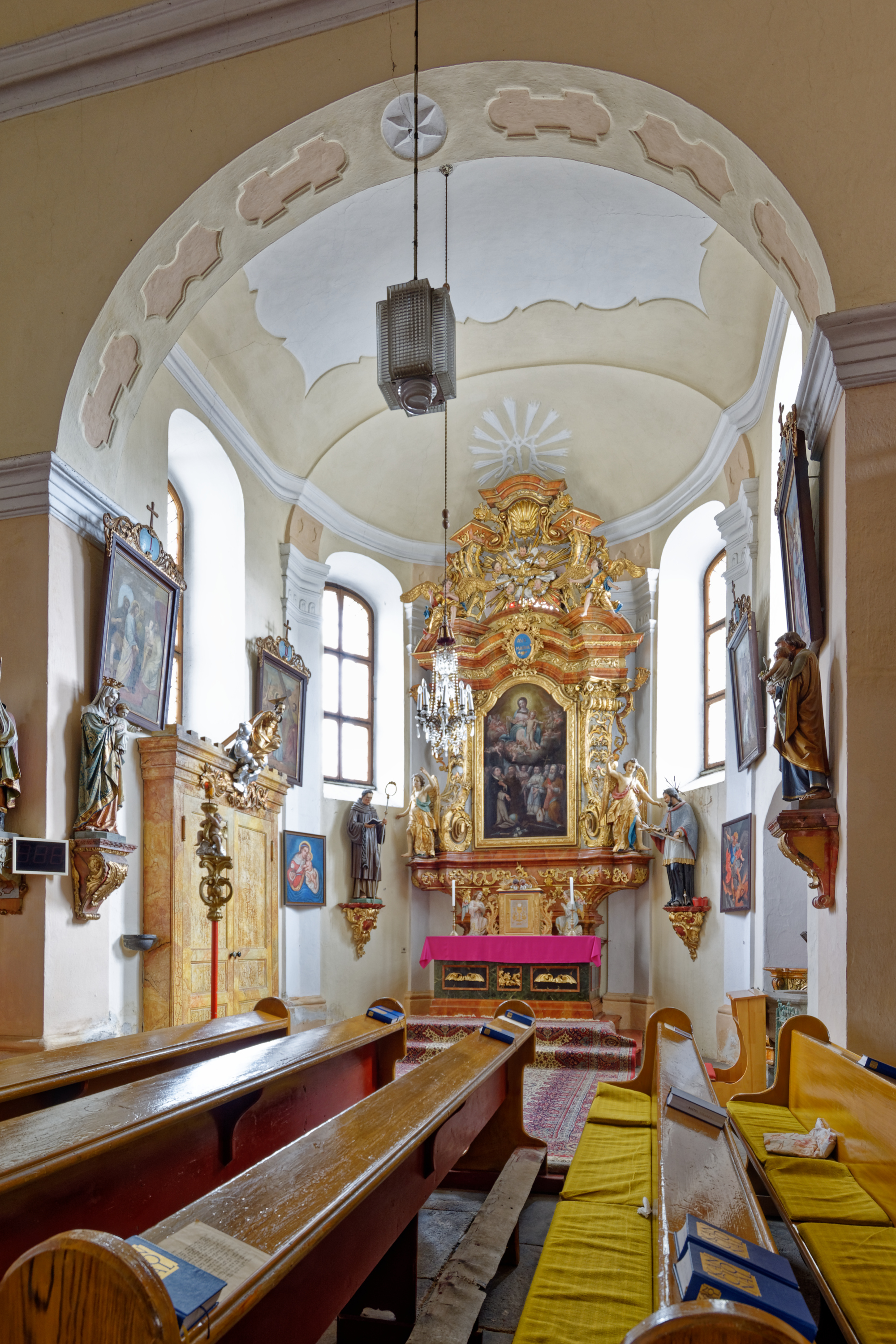
Tussetská (Stožecká) kaple

Na obou stranách vstupního oblouku kaple jsou na zdi sochy vlevo Panna Maria s dítětem Ježíšem, původně ze zbořeného kostela v Českých Žlebech. Vpravo sv. Josef s dítětem Ježíšem. Na oltáři je obraz Panny Marie Růžencové. Po obou stranách sochy stojících andělů. Nahoře socha holubice Ducha svatého s pěti okřídlenými hlavičkami andělíčků a dvěma anděly po stranách. Na menze oltáře je svatostánek s dvojicí okřídleným hlaviček andělíčků a se dvěma klečícími anděly po stranách. Uvnitř oltáře je instalován Boží hrob se sochou ležícího Krista pocházející ze zatopeného kostela v Dolní Vltavici.
Po levé straně oltáře je na zdi socha sv. Linharta. V její blízkosti je kopie obrazu Stožecké madony, podle kterého se tato boční kaple kostela jmenuje a který patrně shořel v roce 1863. Poblíž tohoto obrazu je zazděný boční vchod, v jehož výklenku jsou instalovány Jesličky. Na dřevěném zádveří, pocházejícím z kostela v Č. Žlebech, tohoto zazděného vchodu, je socha Boha Otce, rovněž z kostela v Č. Žlebech a pod ním holubice Ducha svatého
Po pravé straně oltáře je na zdi socha sv. Jana Nepomuckého. Vedle něj kopie ukradeného obrazu sv. archanděla Michaela z kostela v Želnavě a vedle, ve výklenku zazděného bočního vchodu, je kamenná křtitelnice. Mezi okny jsou čtyři obrazy křížové cesty.

#### Kazatelna
Na severní straně lodi je novorenesanční kazatelna ze sedmdesátých let 19. století, která je dílem odborné dřevařské školy ve Volarech. Na parapetu kazatelny jsou reliéfy čtyř evangelistů, na stříšce je soška dobrého Pastýře a čtyř andílků. Po pravé straně je na zdi obraz Pána Ježíše v Betánii se stojící Martou a klečící Marií, původně z želnavského kostela. Po levé straně jsou poslední dva obrazy křížové cesty.

#### Kruchta
Na parapetu kruchty je zavěšeno zbývajících osm obrazů křížové cesty s nápisem "renov. i. J. 1925. Karl Rauscher. maler. Wallern." na rubu tabulky označující páté zastavení.
Pod kruchtou v rohu za lavicemi, napravo od hlavního vchodu, je stojící socha Ježíše (Nejsvětější srdce Ježíšovo), původně z kostela v Č. Žlebech, s klekátkem a dřevěným almužním sloupkem (pokladničkou). Nalevo od hlavního vchodu je lavice, původně ministrantská z presbytáře (druhá lavice je ve hřbitovní kapli sv. Floriána, spolu se čtyřmi posledními lavicemi z pravé strany lodi. Třetí ministrantská lavice, resp. její přední část, je umístěna před první lavicí na pravé straně lodi) a dřevěná zpovědnice.
Kruchta je dvoupatrová. Horní kruchta byla zbudována po požáru v roce 1863 a sloužila pro lid, jsou zde lavice. Tím se zvětšila kapacita kostela. Na dolní kruchtě po pravé straně varhan je prostor pro zpěváky a hudebníky. Po levé straně varhan jsou lavice pro lid.

### Varhany

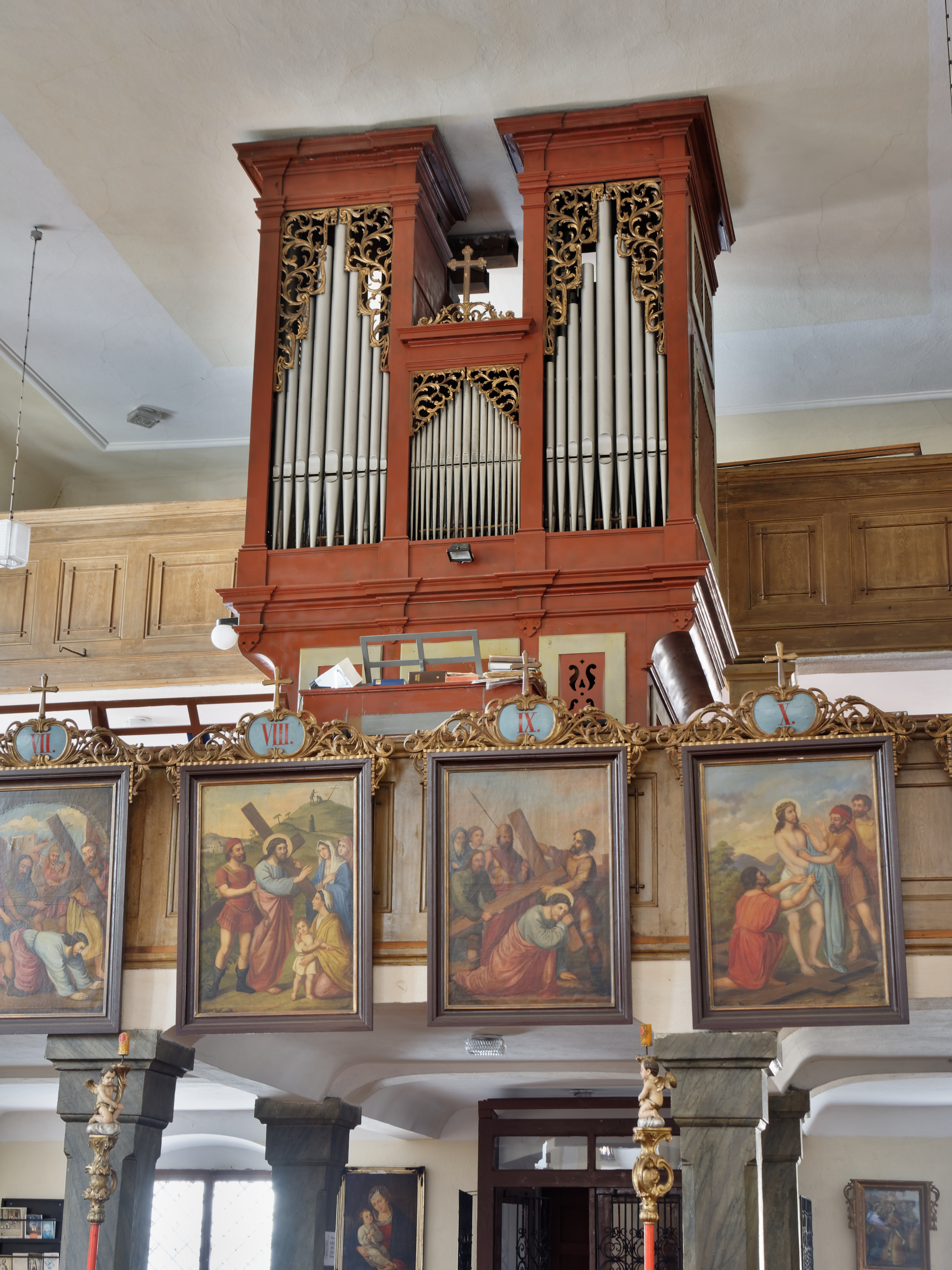
Varhany Josefa Breinbauera z Ottensheimu z roku 1869.

#### Historie
Je pravděpodobné, že v gotickém kostele se nacházel varhanní portativ, pozitiv nebo regál. Nejsou o tom ale žádné písemné doklady.
V roce 1668 jednalo město Volary s lineckým varhanářem Hansem Jakobem Rembem o postavení varhan ve Volarském kostele. V následujícím roce za ně bylo zaplaceno 60 zlatých. Remb varhany opravoval ještě v letech 1675 a 1678. V roce 1682 varhany opravovali varhanáři Nicolaus Christeindl a Bernhard Wollers z Českých Budějovic. V roce 1687 přidal nový bas houslař Schisslkorb z Chvalšin. Další opravy nástroje provedl v letech 1690 a 1701 Georg Richter z Lince.
V roce 1720 odkázal P. Freygang 150 zlatých na nové varhany. V roce 1740 navštívil Volary varhanář Christoph Lachenwitzer z Freistadtu. Bylo s ním dohodnuto zhotovení nových varhan za 335 zlatých a 15 centů lnu a vyplaceno 100 zlatých. Varhanář ale přes urgence městské rady již nepřijel. V roce 1746 se stavby varhan ujal varhanář Václav Pantoček z Dačic. Jeho nástroj byl zničen při požáru kostela dne 18. července 1754, který byl způsoben bleskem.
Listem ze dne 6. dubna 1757 oznamují volarští měšťané vrchnosti požadavek na nové varhany a žádají, aby práci provedl varhanář Bedřich (Fridrich) Semrád (1704?–1784). Varhany měly být obdobné, jako dodnes dochovaný nástroj, který postavil pro kostel svatého Bartoloměje ve Frymburku. Oproti tomuto nástroji měly mít volarské varhany dva rejstříky (Stalicinal 4' a Suboctav 4') navíc. Varhany byly zcela zničeny při požáru města dne 22. července 1863.
V roce 1865 podal českokrumlovský varhanář Franz Jüstl (1811–1888) návrh na zhotovení nových varhan se 8+3 rejstříky za 1 220 zlatých. Rozhodnutí o stavbě nových varhan padlo až v roce 1869. Stavbu provedl varhanář Josef Breinbauer (1807–1882) z Ottensheimu ve dnech od 28. června do 18. července 1869. Nástroj se poprvé rozezněl dne 18. července 1869, kdy na něj během bohoslužby zahrál prachatický sbormistr Franz Wiesner. Nástroj byl pak komisionelně uznán za mistrovské dílo. Členy komise byli Johann Záruba, knížecí schwarzenberský patronátní komisař; Peter Pinsker, starosta města Volary, Alois Pinsker; Franz Wiesner, sbormistr z Prachatic, Josef Wiesner z Prachatic. Za varhany bylo zaplaceno 1 680 zlatých.
V roce 1887 byly varhany opravovány během rekonstrukce kůru Johannem Fischperou z Českých Budějovic (* 1835). Týž varhanář nástroj v roce 1888 za 60 zlatých přeladil.
V roce 1914 byl nástroj přestavěn firmou Breinbauer z Ottensheimu. Během první světové války byly zrekvírovány cínové prospektové píšťaly hlavního rejstříku principál. Demontáž prováděli pracovníci kutnohorské varhanářské firmy Jan Tuček.
V roce 1928 se nástroje ujal varhanář František Šurát z Českých Budějovic. Doplnil chybějící principál, přidal flétnový rejstřík, varhany vyčistil a naladil. Uvažovalo se i o nákupu nového nástroje. Nabídka za 16 000 Kčs byla ale zastupitelstvem shledána příliš drahou.
V prosinci 1939 byly ručně poháněné měchy varhan nahrazeny elektrickým pohonem. Poslední osobou, která měchy ručně obsluhovala byla slečna Klára Stini z městského chudobince.
Poslední velká oprava varhan proběhla v letech 2009–2010 a provedla ji varhanářská firma Chorus z Vimperka. Byl nainstalován nový ventilátor, opraveny a naladěny píšťaly. Náklady na opravu byly 102 406 Kč.

#### Současný stav
Současný stav je zaznamenán dle Směrnic dokumentace varhan
| Manuál C-c3, KO |                   |        |
| 1.              | Principal         | 8'     |
| 2.              | Gedackt           | 8'     |
| 3.              | Gamba             | 8'     |
| 4.              | Salicional        | 8'     |
| 5.              | Aeolina           | 8'     |
| 6.              | Octava            | 4'     |
| 7.              | Flétna (otevřená) | 4'     |
| 8.              | Quinta            | 2 2/3' |
| 9.              | Octava            | 2'     |

| Pedál C-a, KO, 12T, Sp M/P |        |     |
| 10.                        | Subbas | 16' |
| 11.                        | Violon | 8'  |
| 12.                        | Cello  | 8'  |

#### Dispozice podle umístění rejstříků a znění původních nápisů
| vlevo |                             |            |
| 1.    | Flute                       | 4'         |
| 2.    | Principal                   | 8 Fuβ.     |
| 3.    | Aeoline                     | 8 Fuβ.     |
| 4.    | Octave                      | 2 Fuβ.     |
| 5.    | Quinte                      | 2 2/3 Fuβ. |
| 6.    | Octave                      | 4 Fuβ.     |
| 7.    | spojka pedálnice s manuálem |            |

| vpravo |            |        |
| 8.     | Salicional | 8 Fuβ  |
| 9.     | Gamba      | 8 Fuβ. |
| 10.    | Gedackt    | 8 Fuβ. |
| 11.    | Violon     | Fuβ.   |
| 12.    | Subbas     | 16'    |
| 13.    | Cello      | 8 Fuβ. |

## Galerie

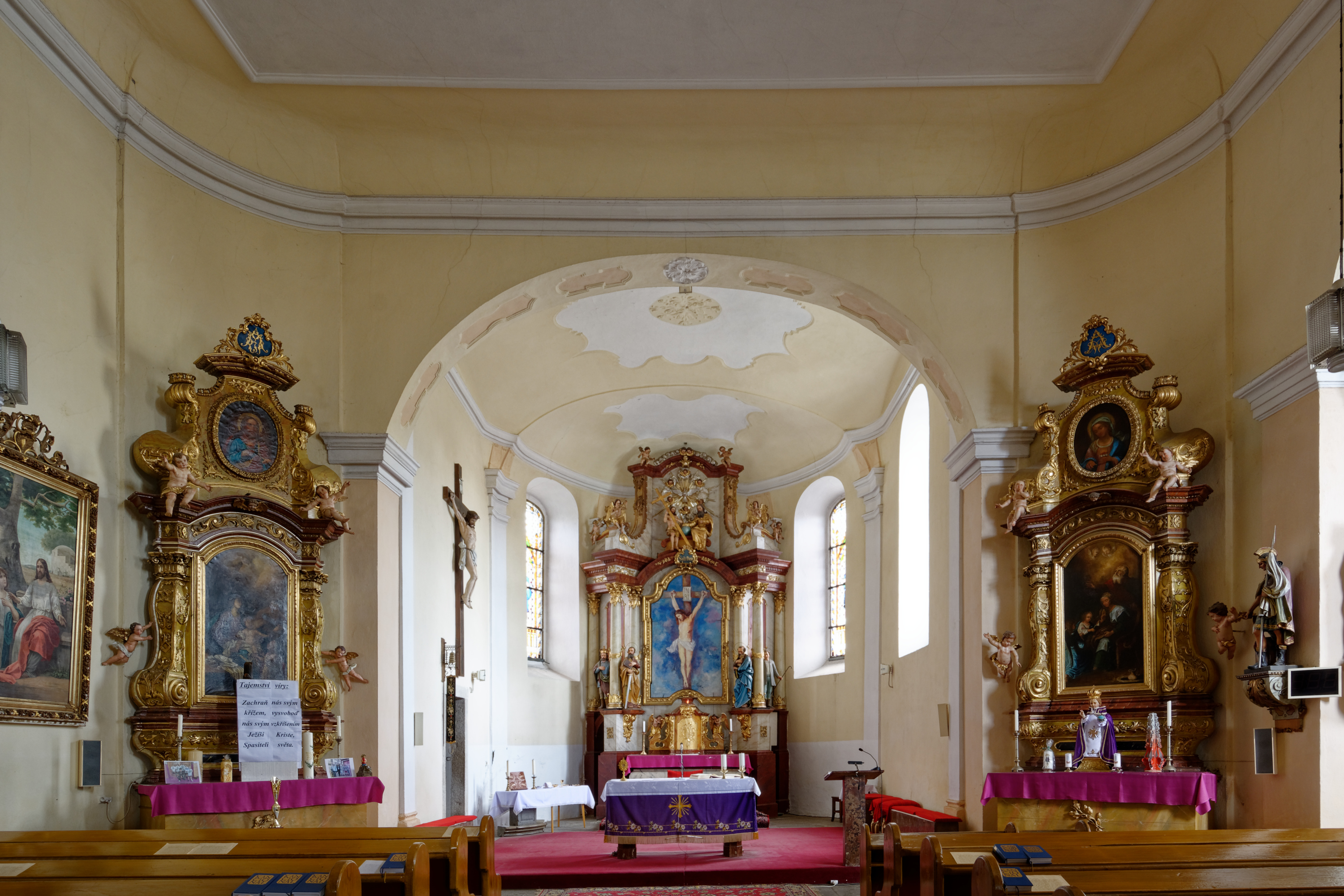
Pohled z lodi do kněžiště
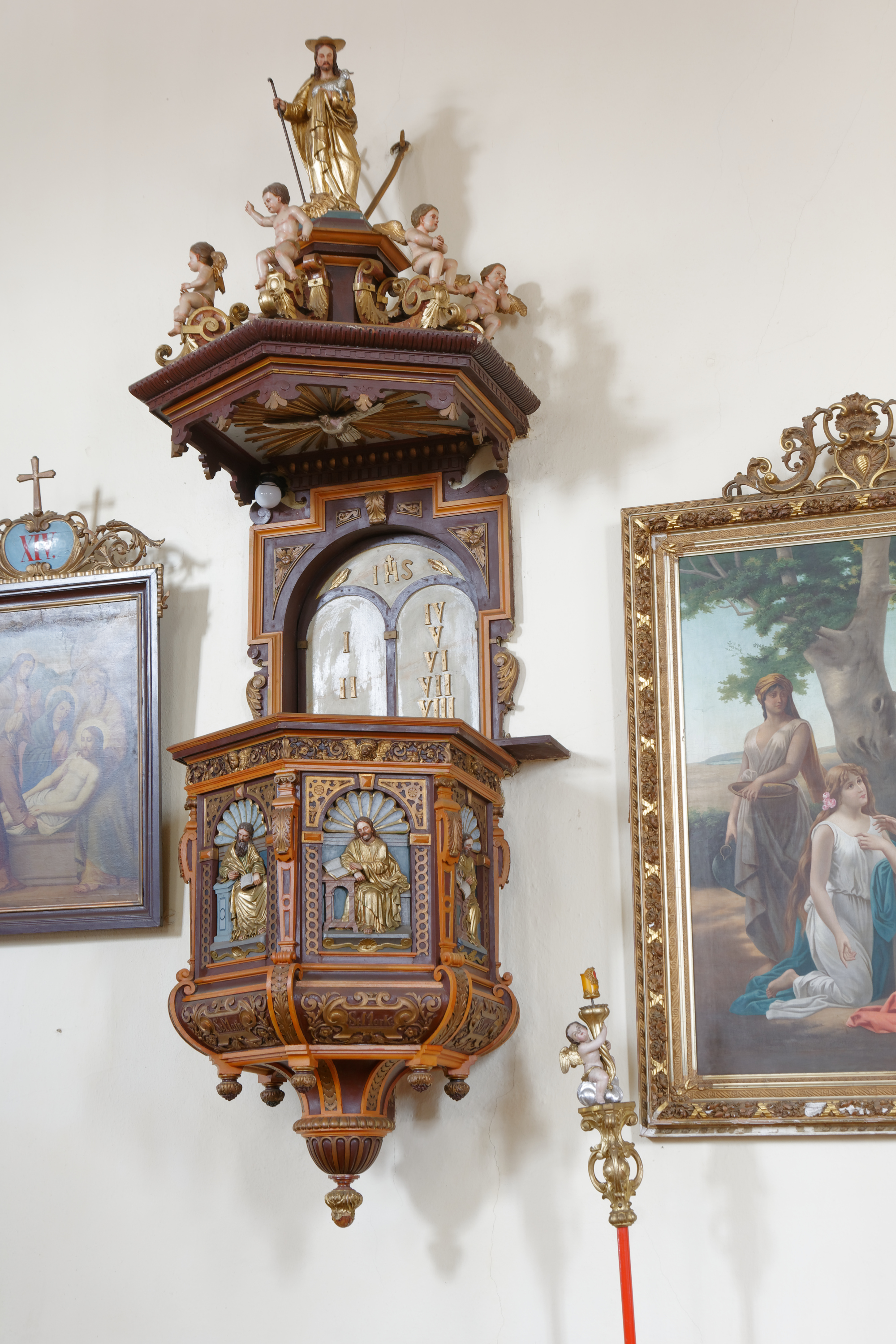
Kazatelna
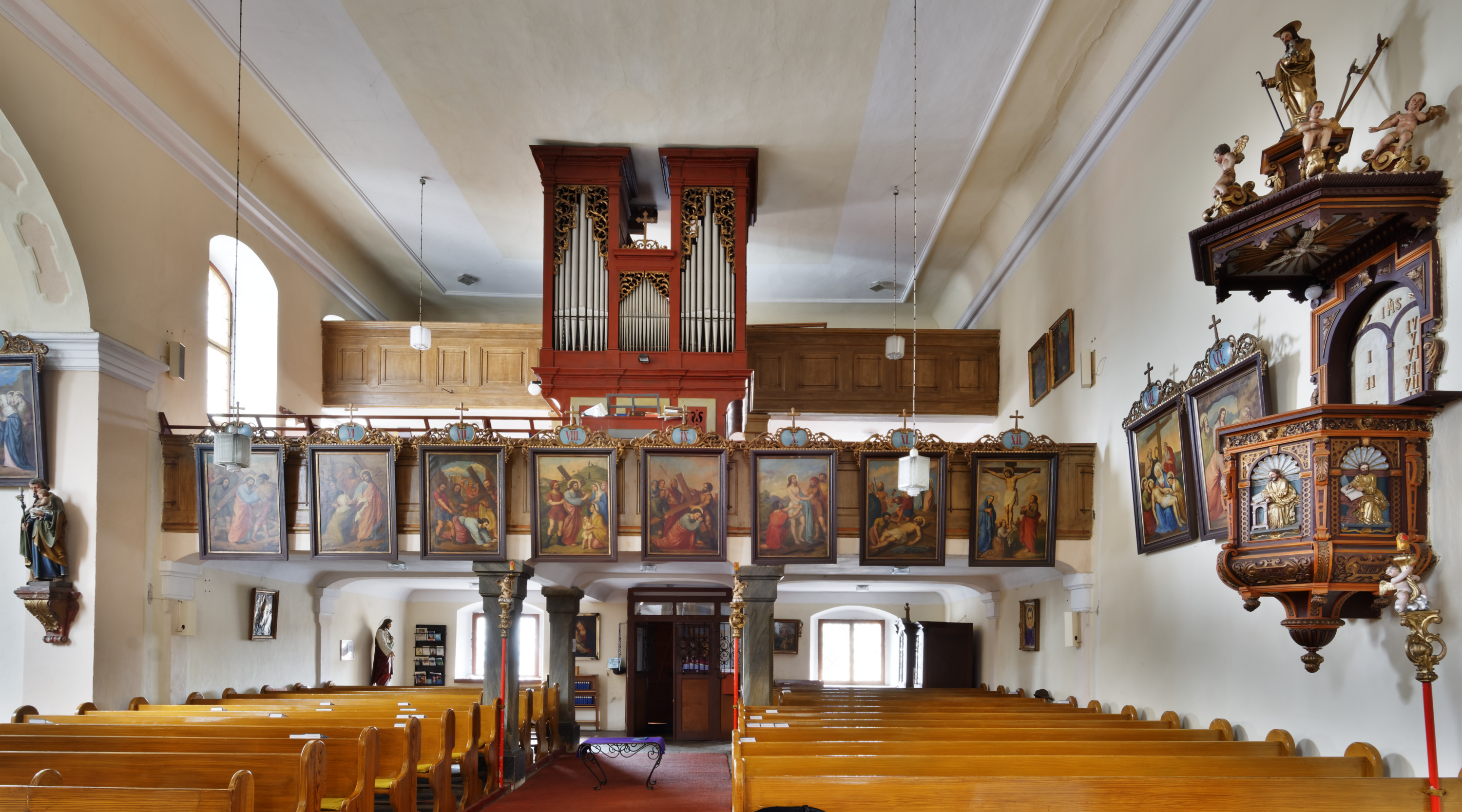
Pohled na hudební kruchtu s varhanami
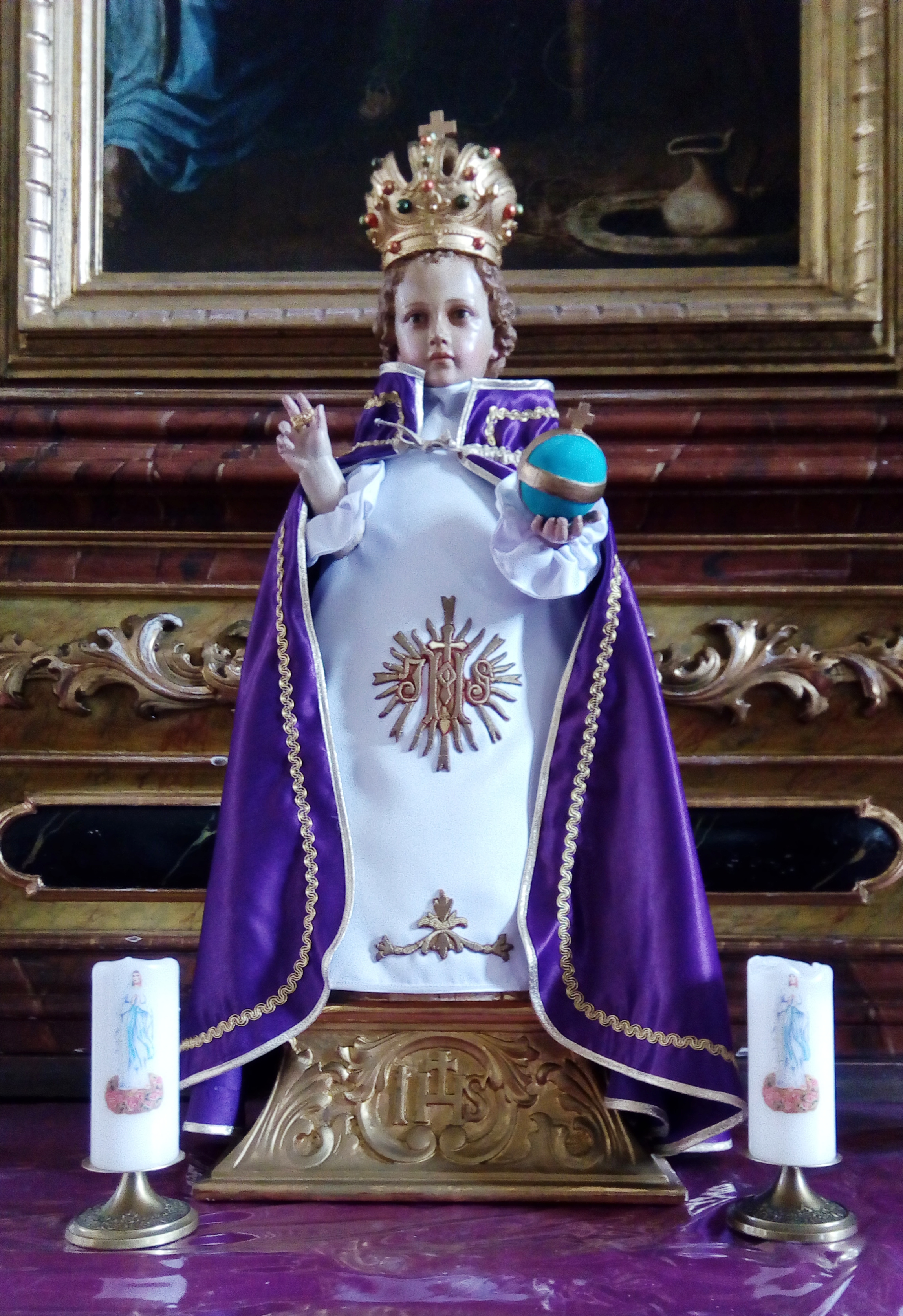
Jezulátko původně z Křišťanova
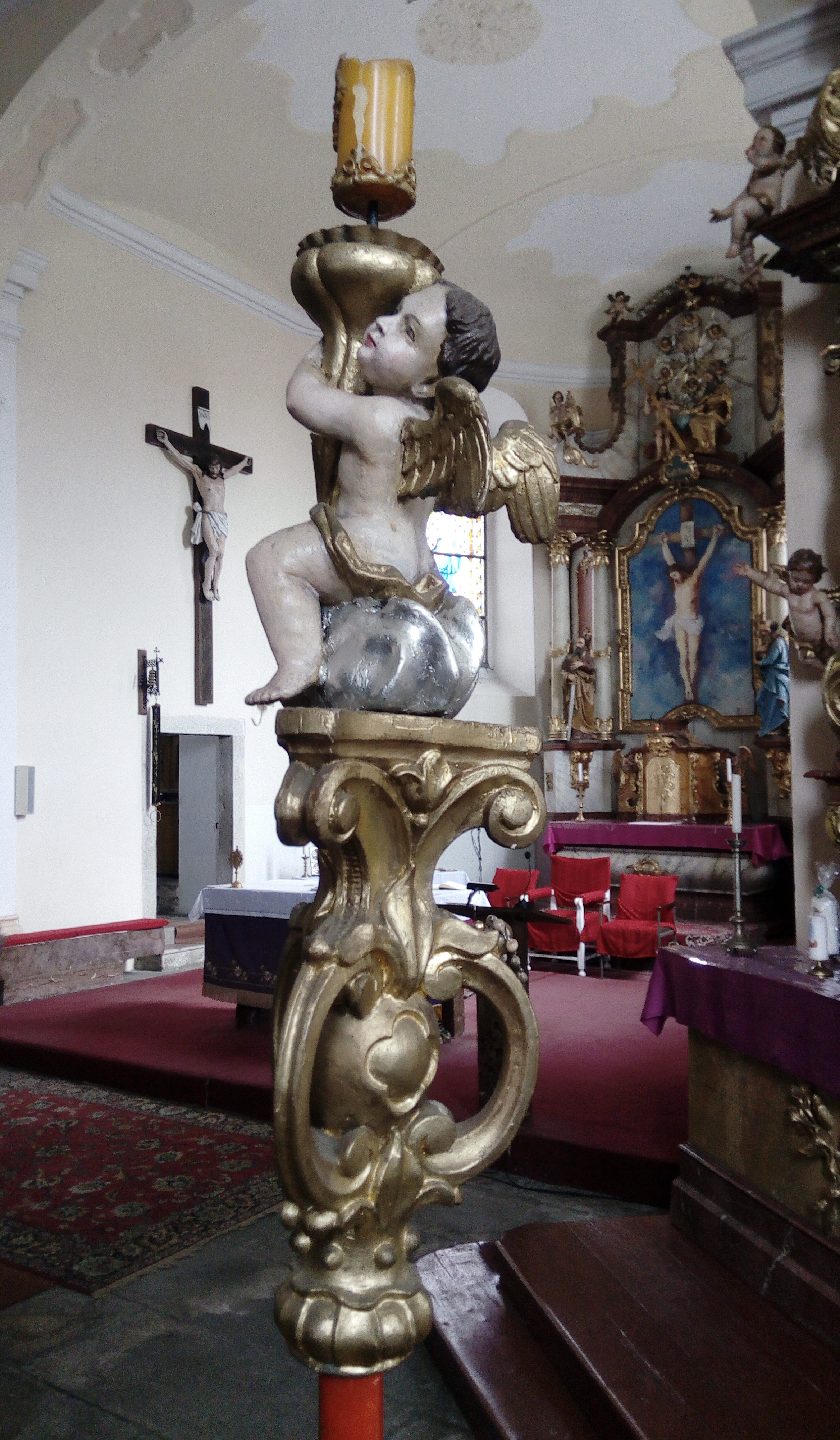
Kostelní svícen

## Duchovní správci
Duchovní správa kostela je vykonávána prostřednictvím římskokatolické farnosti Volary. Bohoslužby jsou v kostele slouženy v neděli v 9.30 a v pondělí a v pátek v 18.00.
- 1373 doložen Johannes, plebán z Volar (Johannes, plebanum de Wallern)[2]
- 1658–1688 Ferdinand Ernst Garzi (cisterciácký mnich, původem z Vídně)[2]
- 1688–1705 Adalbert Brzesky z Birkenfelsu[2]

### Po roce 1946
- 1946–1950 R. D. František Procházka, administrátor
- 1950–1951 R. D. Jaroslav Hošna, administrátor
- 1951–1952 R. D. František Pernegr, administrátor
- 1952–1955 R. D. Imrich Solnica, administrátor
- 1955–1961 R. D. Václav Kaše, administrátor
- 1961–1970 R. D. Antonín Vobr, administrátor
- 1970–1971 R. D. Karel Hrdina, administrátor
- 1971–2007 A. R. D. František Honsa, děkan (poslední volarský děkan)
- 2007–2013 R. D. Jindřich Hybler, administrátor
- 2013–2014 R. D. Petr Hovorka, (excurrendo z Prachatic)
- 2014–2016 R. D. Josef Sláčík, (excurrendo z Prachatic, od 21. 11. 2015 administrator in spiritualibus)
- od 21. 11. 2015 – 25. 6. 2016 jáhen Karel Falář, administrator in materialibus
- od 25. 6. 2016 R. D. Karel Falář, administrátor[14]

## Hudební život
Nejstarší písemnou zmínkou o hudebním životě na kůru kostela svaté Kateřiny je záznam z roku 1827, kdy byly zakoupeny 4 nové trubky a partitura Pastorální mše Antona Diabelliho. Posouzení kvality nástrojů podal učitel Johann Hall, který byl patrně i regenschorim. V roce 1830 pak byly zakoupeny troje housle.
Smíšený kostelní pěvecký sbor byl založen před rokem 1875.
Sbírka partitur byla rozšiřována různými způsoby. Regenschori Matthias Caska (1805–1872) odkoupil část pozůstalosti prachatického regenschoriho Franze Wiesnera. Sbírku dále rozšířil odkaz učitele Johanna Riedla. V archivu se nacházejí díla skladatelů: Antona Diabelliho, Roberta Führera, Franze Xavera Grubera, Josefa Haydna, Václava Emanuela Horáka, Wolfganga Amadea Mozarta, Donata Müllera, Johanna Baptisty Schiedermayra, Franze Schuberta, Františka Škroupa a dalších. Při opravách varhan byly na kůru nalezeny partitury, dokumenty o provozu kostelního sboru a orchestru (seznamy hudebníků a zpěváků) a fotografie.

### Doložení vedoucí kůru
- Matthias Caska (1805–1872)
- Ignaz Zückert (1846–1902)
- 1902–1906 Marie Schilshansl
- 1906–1917 Eduard Kiessling (1846–1917)
- 1917–1922 Rosa Kiessling (dcera předešlého regenschoriho)
- 1922–1946 Wolfgang Oberhofer (manžel Rosy Kiessling)

Posledním hudebním vystoupením kostelního sboru a orchestru byla mše dne 27. května 1946. Šestičlenný orchestr a pět zpěvaček provedlo Mši C-dur od Franze Schöpfa. Ještě téhož dne byly odsunuti poslední volarští Němci.
Po tomto odsunu již nový kostelní sbor nebo orchestr nevznikl. Na varhany se hraje během bohoslužeb a při příležitostných koncertech.